# Daniel Defert

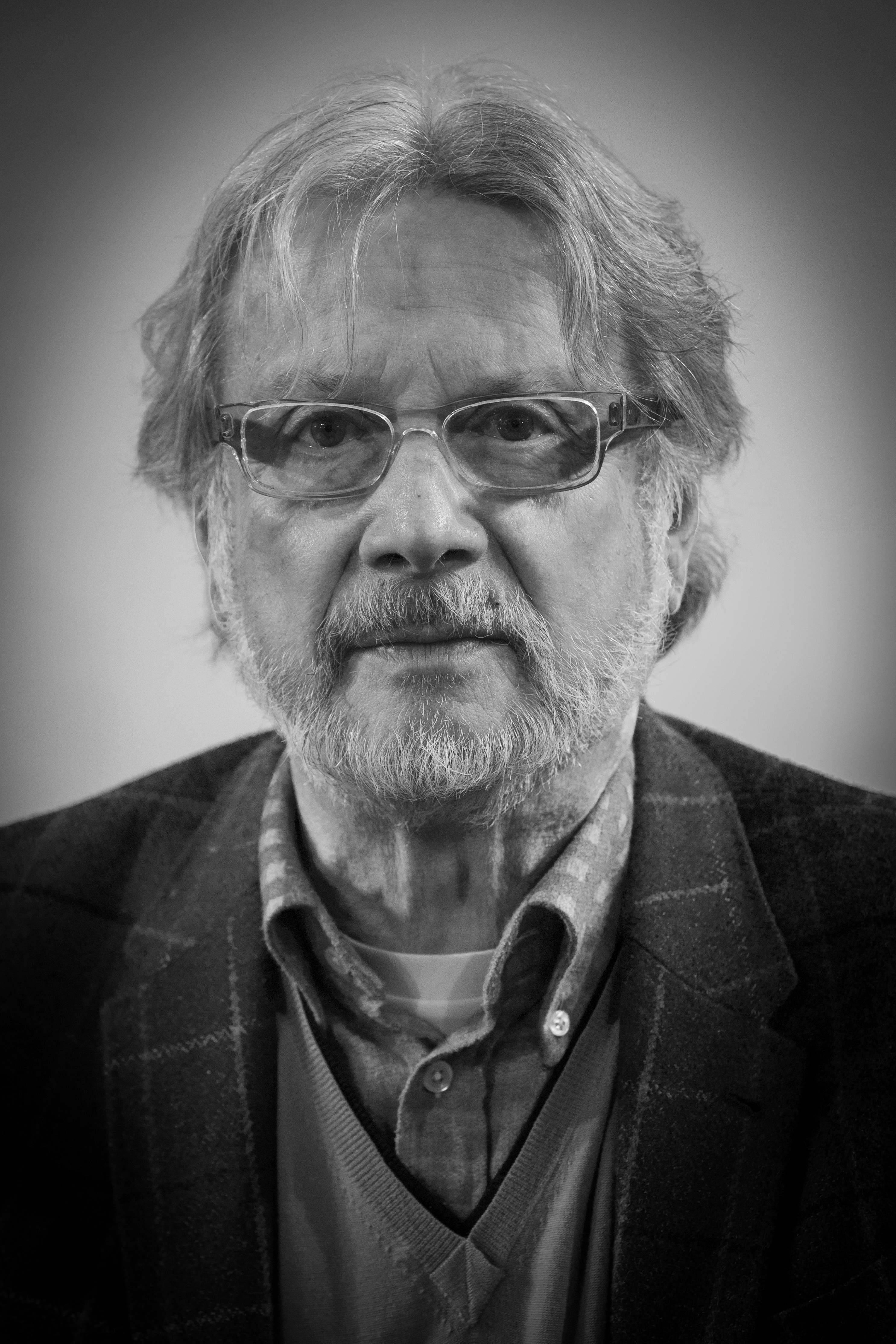
Daniel Defert (2015)
Foto : Claude Truong-Ngoc

Daniel Defert (* 10. September 1937 in Avallon; † 7. Februar 2023 in Paris) war ein französischer Soziologe und AIDS-Aktivist.

## Leben
Nach seiner Schulzeit studierte Defert Soziologie an der Universität Clermont-Ferrand. Defert erhielt nach dem Ende seines Studiums eine Anstellung als Hochschullehrer an der Universität Paris VIII. Er gründete 1984 AIDES, die erste Organisation in Frankreich, die sich zum Ziel setzte, die öffentliche Aufmerksamkeit für die Krankheit Aids zu vergrößern, und war bis 1991 deren erster Präsident.
Anlass für seine Aktivitäten war der Tod seines Lebensgefährten Michel Foucault am 25. Juni 1984. 2014 erschienen seine Lebenserinnerungen Une vie politique in Form eines Interviewbuchs; eine deutsche Teilübersetzung erschien 2015 unter dem Titel Ein politisches Leben. Er gehörte zu den Herausgebern von Foucaults Werken.